# Otakar Čemus
Otakar Čemus (25. února 1928, Praha – 11. prosince 2021) byl český grafik, malíř a ilustrátor.

## Život
Otakar Čemus prožil dětství v Panenských Břežanech. Po svatbě se přestěhoval do nedaleké obce Kozomín.
V letech 1952–1959 studoval, včetně čestného roku studia, na Akademii výtvarných umění ve speciální škole prof. Vlastimila Rady. Sám Vlastimil Rada studoval na pražské Akademii u profesorů Maxe Švabinského, Jana Štursy a Jana Preislera. Po linii svých učitelů měl tedy Otakar Čemus ty nejlepší české umělce počátku 20. století. Je především kolorista, ale je i zručným kreslířem.
V letech 1958–1989 působil jako výtvarník v předních Československých časopisech a novinách (mj. Květy, Svět práce, Kulturní tvorba).
V roce 1988 mu byl udělen titul zasloužilý umělec.

## Dílo
Díla Otakara Čemuse jsou zastoupena ve státních galeriích a v soukromých sbírkách doma i v zahraničí. Celá umělecká tvorba Otakara Čemuse našla své pevné místo v českém výtvarném umění druhé poloviny 20. století a počátku 21. století jak pro své výtvarné kvality, tak proto, že je také radostí z barev a kouzlem, které v nás nechává trvalé odlesky. Malíř byl zástupcem té generace, která vyšla z klasického školení umělců patřících k předválečné a válečné umělecké avantgardě a je to na jeho výtvarné práci poznat, i když se jedná o zcela autentickou výtvarnou tvorbu.
Významnou část jeho tvorby tvořily ilustrace knih (spolupracoval například se Stanislavem Rudolfem), dětská leporela a pohádkové knihy nebo pohlednice s vánoční a velikonoční tematikou. Ilustracemi se podílel i na kronice obce Panenské Břežany.

## Výstavy

### Samostatné výstavy
- Motivy z výstavby n. p. Kaučuk, 1963, Kralupy nad Vltavou
- Výstavní síň Městské osvětové besedy, 1964, Kralupy nad Vltavou
- Výstavní síň Vltava, 1971, 1978, 1984, Kralupy nad Vltavou
- Malá galerie Čs. spisovatele, 1984, Praha
- Galerie Bratří Čapků, 1990, Praha
- Městské muzeum, 1998, Kralupy nad Vltavou
- Kulturní dům Vltava, 1997, 1999, 2001, Kralupy nad Vltavou
- Galerie L. Kuby, 1999, 2001, 2003, Poděbrady
- Klub Siesta, 2002, Praha
- Obrazy, ilustrace, Výstavní síně Rabas Gallery, 2004, Rakovník
- Obrazy – Malé ohlédnutí, MDK, 2006, Mělník
- Malé ohlédnutí, Oblastní muzeum v Děčíně, 2012, Děčín

### Společné výstavy
- Výtvarní umělci Středočeského kraje (malířská, sochařská, grafická tvorba), 1966, Kladno
- Výstava knižních ilustrací, 1970, (společně se Zdeňkem Veselým, Václavem Sivkem a dalšími), Praha, Slaný
- Středočeská galerie – přírůstky sbírek 1972-1983, 1983, Praha
- 3. členská výstava středočeských výtvarníků, Středočeská galerie, výstavní síně,1984, Praha
- České výtvarné umění 20. století ze sbírek Středočeské galerie v Praze, Galerie výtvarného umění, 1984, Kladno
- Salon 2002 středočeských výtvarníků, Podlipanské muzeum, 2003, Český Brod
- Středočeské sdružení výtvarníků: Členská výstava, Rabasova galerie, 2003, 2005, 2006, 2008, Rakovník
- Jiří Corvin a jeho kralupští přátelé, Městské muzeum, 2005, Kralupy nad Vltavou
- Středočeské sdružení výtvarníků: Členská výstava, Sbor českých bratří, 2008, Mladá Boleslav
- Středočeské sdružení výtvarníků: Členská výstava, Zámecká galerie Chagall, 2008, Karviná
- Středočeské sdružení výtvarníků: Členská výstava, Městská galerie, 2008, Beroun
- Městské divadlo Nový Bor: Společná s Vladimírem Cejnarem 2013 listopad prosinec Nový Bor